# Нерівність Адамара
Нерівність Адамара (також теорема Адамара про визначники), визначає верхню межу об'єму паралелепіпеда в {\displaystyle n}-вимірному евклідовому просторі, заданого {\displaystyle n} векторами.
Названа на честь Жака Адамара.

## Формулювання
Нехай {\displaystyle M} — матриця стовпцями якої є вектори {\displaystyle v_{i}\in \mathbb {C} ^{n},\;i=1,\;2,\;\ldots ,\;n}. Тоді
{\displaystyle |\det(M)|\leqslant \prod _{i=1}^{n}{||v_{i}||}_{2},}
де {\displaystyle {||\cdot ||}_{2}} — евклідова норма вектора, тобто для вектора {\displaystyle a=(a_{1},a_{2},\dotsc ,a_{n})} норма рівна {\displaystyle ||a||_{2}:={\sqrt {|a_{1}|^{2}+|a_{2}|^{2}+\dotsb +|a_{n}|^{2}}}=\left(\sum _{i=1}^{n}|a_{i}|^{2}\right)^{1/2}}
У випадку матриці з дійсними елементами, з точки зору геометрії нерівність стверджує, що об'єм {\displaystyle n}-вимірного паралелепіпеда є максимальним, коли його задають взаємно перпендикулярні вектори.
Для матриці {\displaystyle M} її матриця Грама {\displaystyle A=M^{*}M} є додатноозначеною. Окрім того {\displaystyle \det A=(\det M)^{2}} і {\displaystyle a_{ii}={||v_{i}||}_{2}^{2}.} 
Тому достатньо довести твердження:
Якщо матриця {\displaystyle A} розмірності {\displaystyle n\times n} є додатноозначеною, то
{\displaystyle |A|\leqslant a_{11}a_{22}\ldots a_{nn}.}

## Доведення
Визначник {\displaystyle |A|} можна представити у вигляді
{\displaystyle |A|=a_{11}{\begin{vmatrix}a_{22}&\ldots &a_{2n}\\a_{32}&\ldots &a_{3n}\\\ldots &\ldots &\ldots \\a_{n2}&\ldots &a_{nn}\end{vmatrix}}+{\begin{vmatrix}0&a_{12}&\ldots &a_{1n}\\a_{21}&a_{22}&\ldots &a_{2n}\\\ldots &\ldots &\ldots &\ldots \\a_{n1}&a_{n2}&\ldots &a_{nn}\end{vmatrix}}.}
Так як {\displaystyle A} додатноозначена, то і матриця, яка є першим доданком в сумі, теж додатноозначена. Позначимо {\displaystyle A'} матрицю, що одержується з {\displaystyle A} вилученням першого рядка і стовпця. Оскільки вона є додатноозначеною то додатноозначеною є і її союзна матриця (оскільки її власними значеннями будуть {\displaystyle \det A'/\lambda } , де  {\displaystyle \lambda } — власні значення матриці {\displaystyle A'}). Проіндексуємо рядки і стовпці A' від 2 до {\displaystyle n} (тобто кожен елемент буде мати той же індекс, що і в {\displaystyle A}). Якщо позначити {\displaystyle M^{ij}} — мінор матриці {\displaystyle A'} при вилученні {\displaystyle i}-го рядка і {\displaystyle j}-го стовпця, то елемент {\displaystyle A_{ij}} союзної матриці буде рівним {\displaystyle (-1)^{i+j}M^{ij}}. Натомість у другому визначнику вище множник біля {\displaystyle a_{1j}a_{i1}} буде рівний {\displaystyle (-1)^{1+j}(-1)^{1+i-1}M^{ij}} тобто {\displaystyle -A_{ij}}.
Отже, квадратична форма по змінним {\displaystyle a_{12},\;a_{13},\;\ldots ,\;a_{1n}}, якою є другий доданок, є відємноозначеною. Тому
{\displaystyle |A|\leqslant a_{11}{\begin{vmatrix}a_{22}&\ldots &a_{2n}\\a_{32}&\ldots &a_{3n}\\\ldots &\ldots &\ldots \\a_{n2}&\ldots &a_{nn}\end{vmatrix}}} і рівність є можливою тоді і лише тоді коли всі {\displaystyle a_{12},\;a_{13},\;\ldots ,\;a_{1n}} є рівними нулю.
Звідси, застосовуючи індукцію, отримуємо необхідний результат.

## Геометричне доведення
Виділимо в першому векторі дві складові {\displaystyle v_{1}=v_{S}+v_{N}}, перша належить підпростору векторів {\displaystyle v_{2},\ldots ,v_{n}}, а друга— ортогональна до нього.
Тоді {\displaystyle {||v_{1}||}_{2}^{2}={||v_{N}||}_{2}^{2}+{||v_{S}||}_{2}^{2}\geqslant {||v_{N}||}_{2}^{2}}.
Позначимо {\displaystyle G(v_{1},v_{2},\ldots ,v_{n})=|M^{*}M|} — визначник Грама векторів {\displaystyle v_{1},v_{2},\ldots ,v_{n}}.
Розкладемо його в суму за лівим верхнім елементом і використаємо властивості ортогональності:
{\displaystyle {\begin{aligned}G(v_{1},v_{2},\ldots ,v_{n})&=G(v_{N}+v_{S},v_{2},\ldots ,v_{n})=G(v_{N},v_{2},\ldots ,v_{n})+G(v_{S},v_{2},\ldots ,v_{n})=\\&=G(v_{N})G(v_{2},\ldots ,v_{n})={||v_{N}||}_{2}^{2}\cdot G(v_{2},\ldots ,v_{n})\leqslant {||v_{1}||}_{2}^{2}\cdot G(v_{2},\ldots ,v_{n}).\end{aligned}}}
Другий доданок є нульовим, бо вектори {\displaystyle v_{S},v_{2},\ldots ,v_{n}} лінійно залежні.
А перший доданок розкладеться в добуток за правилом Лапласа.
Звідси, застосовуючи індукцію, отримуємо необхідний результат.

## Матриці Адамара
В комбінаториці матриці з елементами з {\displaystyle \{+1,\;-1\}}, для яких у нерівності Адамара виконується рівність, називаються матрицями Адамара. Таким чином, визначник таких матриць по модулю дорівнює {\displaystyle n^{\frac {n}{2}}}. З таких матриць отримують коди Адамара.